# 瓊·湯瑪斯·洛卡
瓊·湯瑪斯·洛卡（1951年2月17日—）是一名安道爾射擊運動員，曾代表國家參加2012年倫敦奧運的不定向飛靶項目，並未獲得獎牌。他於1971年開始練習射擊。